# Catostemma cavalcantei
Catostemma cavalcantei är en malvaväxtart som beskrevs av Paula. Catostemma cavalcantei ingår i släktet Catostemma och familjen malvaväxter. Inga underarter finns listade i Catalogue of Life.